# Herz-Jesu-Kapelle (Höflas)
Die römisch-katholische Herz-Jesu-Kapelle liegt im Ortsteil Höflas der oberpfälzischen Gemeinde Vorbach im Landkreis Neustadt an der Waldnaab und gehört zur Klosterpfarrei St. Johannes Evangelist Vorbach.

## Geschichte
Auf Initiative des Bürgermeisters von Höflas Hans Hübner wurde 1987 ein Kapellenbauverein gegründet; Hübner wurde später aufgrund seiner Verdienste Ehrenvorsitzender des Kapellenbauvereins von Höflas. Am 1. August 1987 wurden der Mitgliederversammlung von Eduard Raps, dem ersten Vereinsvorsitzenden, fünf von ihm gefertigte Kapellenentwürfe vorgelegt. Von einem Entwurf fertigte Architekt Zimmermann aus Speichersdorf einen vorlagefähigen Plan. Der erste Spatenstich für den Bau fand am 15. April 1988 statt, die Grundsteinlegung erfolgte drei Monate später durch den Pfarradministrator Eberhard Gottsmann aus Schlammersdorf. Die einzelnen Gewerke wurden von lokalen Handwerkern gefertigt (Dachkonstruktion von Josef Wiesnet aus Ernstfeld, Schieferdeckung des Turms von Johann Kraus, Einblechung der Turmspitze durch Oswald Perl aus Schlammersdorf, Turmkreuz von Alois Schusser). Die Weihe der Kapelle fand am 9. Juni 1991 statt; vorgenommen wurde sie von Domdekan Edmund Stauffer und dem Prälat des Klosters Speinshart, Pater Hermann Wolf.
Der Kapellenbauverein ist immer noch aktiv und organisiert z. B. Weihefeste für das Gotteshaus und bemüht sich um den weiteren Ausbau der Kapelle.

## Baulichkeit
Die Kapelle ist 10 m lang, 6 m breit und 5 m hoch. Sie besitzt einen eingezogenen Chor, die Ecken sind im Chor und im Gemeinderaum abgeschrägt. Auf dem Chor ist ein Dachreiter mit Spitzturm und einem goldenen Kreuz angebracht. Im Dachreiter hängt die alte Ortsglocke von 1924.

## Ausstattung
Die Kapelle besitzt eine Holzdecke, mit der auch die abgeschrägten Ecken des Chors und des Gemeinderaums ausgekleidet sind.
An der Wand oberhalb des Altars ist ein großes griechisches Kreuz mit vier gleich langen Armen aus Kupferrohren angebracht, an den Enden sind die Kardinaltugenden (Tapferkeit, Mäßigung, Gerechtigkeit, Klugheit) in Form  von in Kupfer getriebenen Platten dargestellt, im Zentrum des Kreuzes ist ein Herz aus Glas mit einer Dornenkrone angebracht. Dieses Kreuz wurde von Eduard Raps entworfen und von Wolfgang Meier aus Bayreuth ausgeführt. Der Ambo besteht ebenfalls aus Kupferrohren und wurde von Johann Hagn aus Weiden erstellt; an der Vorderseite sind die drei Symbole „Kreuz“, „Anker“ (Lebenszeichen der koptischen Christen) und „zwei Fische“ (Zeichen der Hoffnung und von Jesus Christus) und darüber ein Adler als Symbol für den Evangelisten Johannes sowie ein Löwe für den Evangelisten Markus angebracht, an der rechten Seite ist ein Stier als Symbol für den Evangelisten Lukas und an der linken Seite ein geflügelter Mensch als Symbol für den Evangelisten Matthäus angebracht. Der Osterleuchter wurde von Alois Schusser aus Kupferrohren gearbeitet. In der Mitte befindet sich ein Ankerkreuz mit der Buchstabenfolge IC XC NIKA (dt. Jesus Christus siegt). Am Altar sind die eucharistischen Symbole Fisch und Brote zu sehen.
Die beiden Seitenfiguren stellen Maria mit Kind und den Evangelisten Johannes dar. Sie wurden nach alten Vorbildern von Josef Reichl aus Speichersdorf geschnitzt. Auch der Kreuzweg wurde von Eduard Raps entworfen und angefertigt.
Die sechs Glasfenster fertigte Ludwig Höller aus Eschenbach; sie wurden in von Oswald Biersack gefertigte Rahmen gesetzt. Sie symbolisieren die Stationen der Schöpfung aus der Genesis: Schaffung des Lichts, des Himmelsgewölbes, von Land und Wasser, der Himmelskörper, der Meerestiere und Vögel sowie der Landtiere und des Menschen.
Zusammenfassend wird die Kapelle wie folgt gewürdigt: 

„Die Dorfkapelle von Höflas ist von außen gesehen schlicht und einfach. Das Innere jedoch besticht durch die stilistische Einheitlichkeit und durch ein theologisches Programm mit reicher Symbolik, das auf Christus konzentriert ist.“